# Alna (Maine)
Alna és un poble del Comtat de Lincoln de Maine als Estats Units d'Amèrica. És un municipi rural notable per la quantitat d'edificis històrics dels segles xviii i xix, especialment al nucli de Head Tide.

## Història

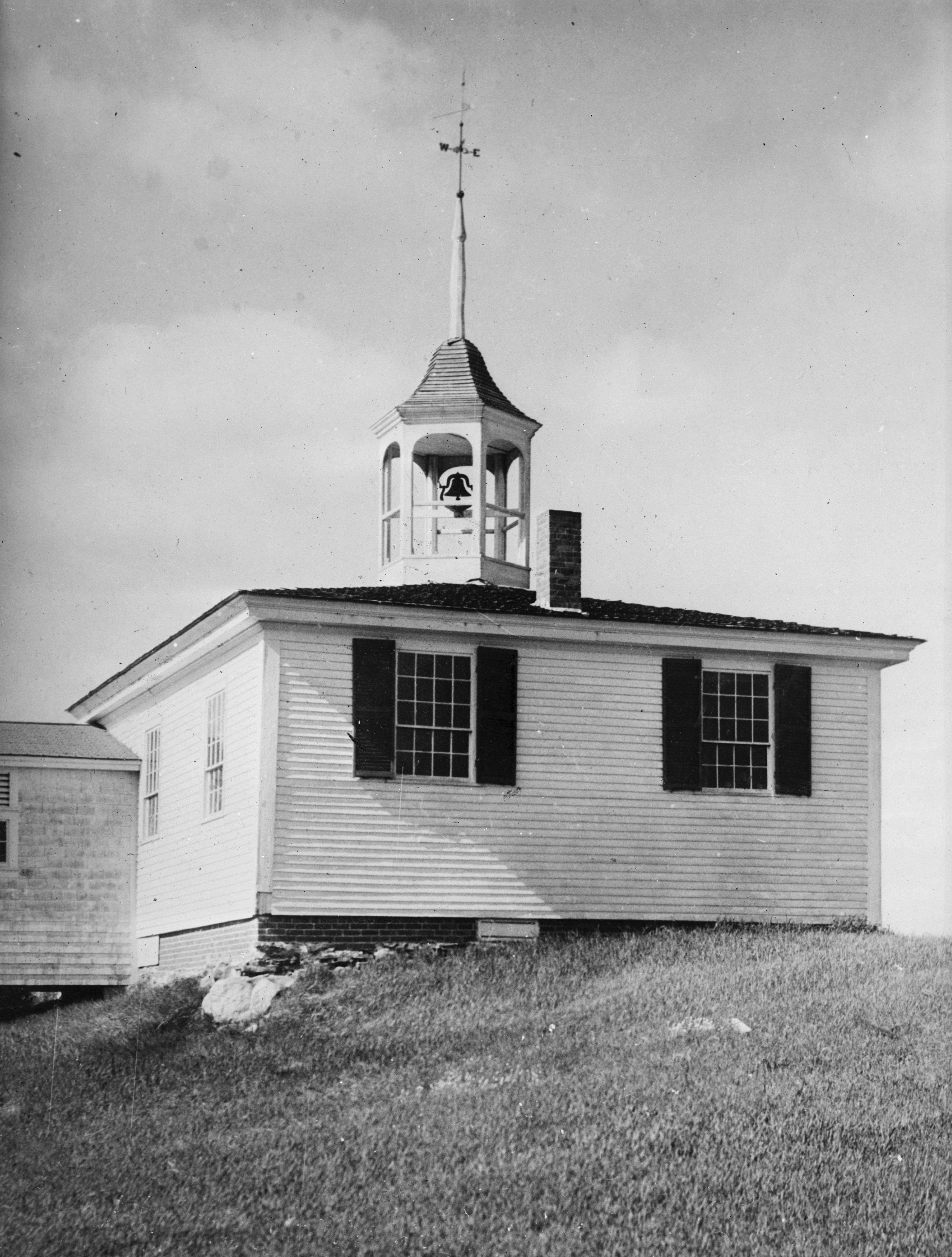
Antiga escola del poble, construït l'any 1795

Alna es va poblar l'any 1760 com a part de l'aleshores poble de Pownalborough. L'any 1794, la Massachusetts General Court el va convertir en municipi; en aquella època, Maine formava part de la Colònia de la Badia de Massachusetts. Originàriament, el poble s'anomenava New Milford, però com que aquest nom agradava poc als habitants, l'any 1811 es va canviar pel d'Alna, degut al gran nombre de verns (anomenats Alnus en llatí) que es troben per les vores del riu Sheepscot.
Alna també va ser la ubicació de la primera eclosionadora a l'estat de Maine, instal·lada poc després de la Guerra Civil dels Estats Units.

## Demografia
Segons el cens del 2000 Alna tenia 675 habitants, 266 habitatges, i 197 famílies. La densitat de població era de 12,5 habitants per km².
Dels 266 habitatges, en un 34,6% hi vivien nens de menys de 18 anys, en un 64,3% hi vivien parelles casades, en un 6,4% dones solteres, i en un 25,6% no hi vivia cap unitat familiar. En el 19,9% dels habitatges hi vivien persones soles, i en el 9,4% hi habitaven persones de 65 anys o més que vivien soles. El nombre mitjà de persones per habitatge era de 2,54 i el nombre mitjà de persones per família era de 2,94.
Per edats, la població es repartia de la següent manera: un 25% tenia menys de 18 anys, un 4,9% entre 18 i 24, un 27,4% entre 25 i 44, un 28,6% de 45 a 60 i un 14,1% 65 anys o més.
L'edat mediana era de 41 anys. Per cada 100 dones de 18 o més anys hi havia 96,9 homes.
La renda mediana per habitatge era de 43.125$ i la renda mediana per família de 48.611 $. Els homes tenien una renda mediana de 34.375$ mentre que les dones 23.977$. La renda per capita de la població era de 17.340$. Entorn del 6,7% de les famílies i el 6,3% de la població estaven per davall del llindar de pobresa.